# Syntretomorpha szaboi
Syntretomorpha szaboi är en stekelart som beskrevs av Papp 1962. Syntretomorpha szaboi ingår i släktet Syntretomorpha och familjen bracksteklar. Inga underarter finns listade i Catalogue of Life.